# Sufragio indirecto

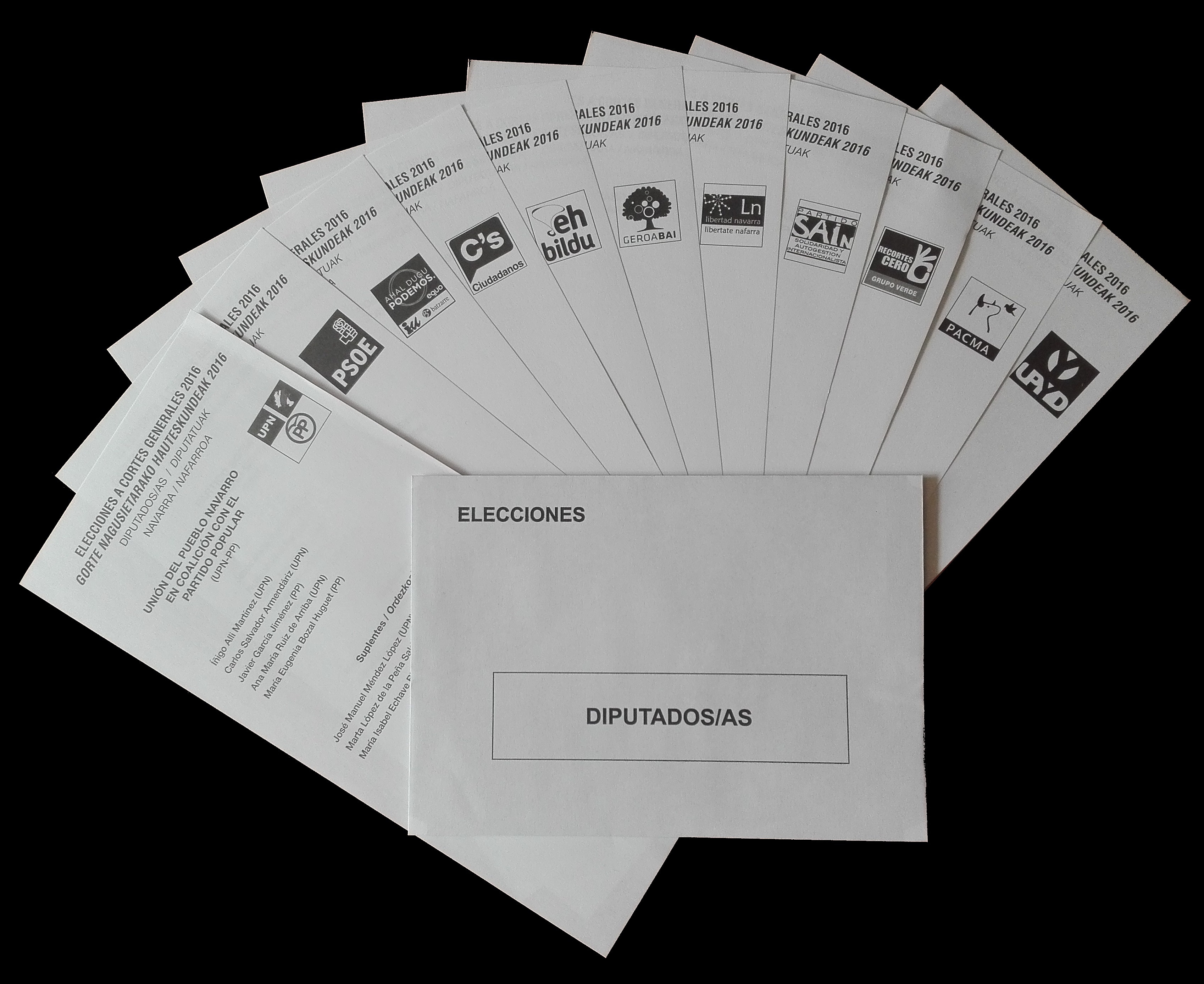
El Presidente del Gobierno de España se elige por sufragio indirecto. Los votantes eligen el Congreso de los Diputados, que después elige al presidente.

El sufragio indirecto o elección indirecta es un proceso en el cual los votantes de unas elecciones no eligen entre candidatos a un cargo sino a unos representantes que seleccionan al cargo público correspondiente. Se trata de un sistema opuesto al sufragio directo. 
Algunos ejemplos de sufragio indirecto son los siguientes:
- La elección del presidente de los Estados Unidos es indirecta. Los votantes eligen a los  compromisarios del colegio electoral, que después elige al Presidente de los Estados Unidos.[1]

- La elección del gobierno en la mayoría de sistemas parlamentarios es indirecta. Los votantes eligen a los parlamentarios, que después eligen al primer ministro.[2]

Por extensión, el término sufragio indirecto se aplica a todos los procesos electorales, sean o no políticos en los que se elige por grados a los representantes. Así podrán ser de segundo grado, tercer grado, etc, según el número de cuerpos de electores que sea preciso elegir para determinar el resultado final.